# 四百尺
四百呎（尺），全名四百尺青少年資訊活動交流團體，曾自英譯Group 400（見於資訊與與趣交流刊物《WALKIN 1994 ART FAIR SPECIAL ISSUE》），是一個香港早期的動漫相關組織；1986年創會，1996年之後停止對外公開活動。
名字由來是因為該組織最初的租用空間約為400呎。曾遷往九龍旺角山東街88號8樓，當時的查詢電話為：3848870。

## 創會宗旨
創會的會員當時身處的香港正面對「動漫畫沒人權」的主流思維上，因此其創會基礎理念是希望藉各種活動，將外界對動漫畫的有色眼鏡「除下」，最終獲得大眾認同，成為社會大眾和青年人的共有興趣。

## 成立原因
當時已有「漫畫同盟」這類熱愛漫畫的組織誕生，其中七位成員因不滿「漫畫同盟」變質，索性自立門戶，在北角租了個住宅單位作為創會會址。

## 歷史與活動
1986年於北角國都大廈一樓上單位創會。
曾與多個不同外界機構會合作，如突破機構、教育署、半島青年商會(青少年漫畫顯才華活動)、循道愛華村務中心、《香港電視》等，形式包括協辦活動，提供漫畫課程(1988-1994年)，舉辦講座，為教育署(現教育局)製作愛滋病教材(1993)，在大眾刊物《香港電視》雜誌(曾流書最高達241,000)上連載動漫畫隨筆)等。 
曾參與維多利亞公園年宵攤位。亦曾於1992至1995年期間，參與香港公園、藝穗會所舉辦的「藝墟」活動。
93年沙田藝墟中，所有四百呎成員都穿上自製的《銀河英雄傳說》動畫中同盟軍的軍服，作為團隊制服，出現在大眾之中，94年藝墟(投入二十多位工作人員及租了一個6呎x6呎攤位)，另加入了日式巫女團體(以和服登場)Cosplay，95藝墟及UVRZ的會員更開始為單獨人物的Cosplay。
曾於《A Club》的陸sir漫畫偏執症(Complsive Behaviour of Comics)回應無恥的「叮噹謠言」(資料搜集﹕簡艦長)。
曾於1993年8月對外招收會員，及出版定期資訊用刊「WALK IN」。全盛時期，登記的會員人數超過400人。
四百呎刊物 WALK IN 其中一篇文章「日本漫畫中文版前後」，由竹田伸(資深動漫人)所撰寫，作者竹田伸用淺白易明的文字帶出日本漫畫中文化的目的及影響。
1994年曾接受《快報》及聖心書院訪問。

## 創會及核心成員
Stephen•姚、謝寶裕(1989年退出四百呎)、班脯、大砲孔、甘之家、Paul•張、陸sir、DIAS、David Pang、簡艦長、Ray、MkII、日本仔NPG、Falcon、Wing、Magic、今山。

## 核心成員貢獻
Stephen•姚
- 四百呎創會會員：香港八十年代初期建立本地動漫組織「香港動漫畫之友社」（簡稱「之友社」）會員：「之友社」改組成「漫畫同盟」後的營運委員（注：基本上沒有此崗位，只是一批熱心會員為改善會方營運質素而走在一起）。擁有「幪面超人藤岡弘洪大龍」的威猛外貌：專業會計師。《雷鳥拯救隊》擁躉，會中最冷靜白一人，頭腦派首號人物。

謝寶裕
- 四百呎創會會員、「之友社」會員、「漫畫同盟」營運委員，1990-1993年度「自主漫畫協會」主席，香港同人界的資深畫師，曾獲1981年《突破少年》出版社主辦「漫畫人物造型設計比賽」亞軍，1983年《突破少年》12月號發表處女作《兄弟船》。1987年獲禁毒常務委員會與突破機構主辦之「禁毒漫畫比賽87」高級組亞軍。1988年於《漫畫周刊》及《A-CLUB》中撰寫專欄《漫樂館》。同年於四百呎舉行小型畫展。1989年退出四百呎。

班腩/班楠
- 四百呎創會會員；「之友社」會員；「漫畫同盟」營運委員，主理會內美術及宣傳事宜；擔當1991-1992《突破少年》漫畫班導師。漫畫及插圖遊走出於《漫畫周刊》、《A-CLUB》、天下出版社（日本漫畫）、精英出版社兒童漫畫）、快報、快報兒童周刊、Amoeba生活雜誌、香港電視周刊、PCHome電腦家庭香港版、香港和平圖書、天地圖書、明窗出版社、明報周刊、明報兒童周刊、星島日報、蘋果日報、《Game Next》周刊、《一本便利》、《愛+情故事》、《玩物誌》、主理美術及漫畫層面的事務。

大砲•孔
- 四百呎創會會員；「之友社」會員；「漫畫同盟」營運委員。

甘之家（本名）/甘仔
- 四百呎創會會員：「動漫之友社」會員，「漫畫同盟」營運委員。

Paul•張/宇紀恆/紀恆
- 四百呎創會會員：「之友社」會員：「漫畫同盟」營運委員。1988年，由《漫畫周刊》入行任職編輯，後成為總編輯，1990年出版個人誌《紙劇館》後曾任職《天下Magazine》執行編輯。後移植到天下出版社，出任天下漫畫日本組第代組長，再轉往《兒童周刊》出任編輯，開始創作兒童漫畫，其後在1998年加入JA製作公司，開創兒童漫畫雜誌《JA Fun》（後改名為《Super JA》），後回巢天下製作日本漫畫連載雜誌《Comic Teens》，《Comic Teens》休刊後，2001年創立兒童雜誌《G-KIDS》，2002年創立《Ani-wave》（動漫狂熱），職位為總監。2013年離職。

陸sir
- 四百呎核心成員；在1987年創會之後加入，是擁有專業社工背景的漫畫作者；《A-Club》及《漫畫周刊》專欄作者。早期在北角會址推行各式漫畫講座。在對外活動、訓練組織新活動方面十分活躍。1993-1994年，對外曾為《突破少年》漫畫小組導師。四百呎內負責不同主題講座，並負責「Alpha comic group」及「TRPG」小組。《Aniwave》外稿員，專欄名為《陸sir3DCG工房》，合共121回。

Dias
- 四百呎核心會員；1989年接替謝寶裕擔任《漫畫周刊》編輯；當時筆名是戴瓦斯（取自當時的Rick Dias的中文譯音力奇•戴瓦斯），與當時《漫畫周刊》編輯PC（宇紀恆）及《海豹叢書》的赤目黑龍在公司內部被稱為「漫周三劍俠」。在《漫畫周刊》的另一個筆名是達比。曾在《A-CLUB》中以達比名義編寫特攝專欄「特攝劇場-歸來的超人」，以Dias名義編寫音樂專欄「音樂地帶」。《Aniwave》離職編輯。

David Pang
- 四百呎核心會員。

簡艦長/任天堂機主/Capt D.K.
- 四百呎創會會員，：「之友社」會員；「漫畫同盟」營運委員。動畫雜誌《A-CLUB》撰稿、編輯。創刊後，以「任天堂機主」筆名於書末撰寫任天堂紅白街機攻略及相關資訊報導：與當時於報紙上撰寫同類文章的「朱天堂」先生同屬第一代大眾化刊物遊戲機專欄「寫手」；以Capt DK筆名兼任漫畫雜誌翻譯於《亞空間》、《漫畫周刊》、天下出版社（個人滿意作品有安永航一郎的《縣立地球防衛軍》、萩原一至的《Bastard》、原秀則的《冬物語》、有紀正美的《機動警察》、《銀河英雄傳說OVA版》等等，因每星期均兼譯數篇漫畫，實難盡錄）亦曾替本地文學雜誌《愛+情故事》擔任日文翻譯）印象數有村上春樹合著散文集）《魔洞神龍》原案小說原作。任職《A-CLUB》時因見彼邦日本竟可將美國的Rpg轉化成完全日本化，於是展開《魔洞神龍》計劃開設新專欄。本職傳媒人，歷任《A-CLUB》、《人槍誌》、《Game Express》中文版、《Game通信》中文版、《神奇地帶》香港版、明報集團、《天天日報》、《Penthouse》中文版、《東周刊》、《玩物誌》等編務崗位（首席紀者/編輯/Managing Editor）編輯。現為TVB周刊編輯。J2《涼宮春日的憂鬱》粵語配音版翻譯顧問。

Ray
- 四百呎核心會員：80年代於《漫畫周刊》、《A-Club》、《香港電視》專欄作者：日本動漫畫編輯翻譯工作，曾先後於《明報兒童周刊》、《Game Plus》、《JA Fun》等雜誌擔任編輯。博意影業《機動戰士高達劇場版》三部曲、《機動戰士高達馬沙之反擊》、《機動戰士高達F91》VCD翻譯。2002起擔任動漫畫雜誌《Aniwave》編輯。

MKll
- 四百呎核心會員。Survival Game組織「City Super」創立人。

日本仔NPG
- 四百呎司庫、「動漫畫之友社」會員、「日本收穫星的小子們公式FAN」（已解散）會員。美國超級英雄漫畫、英國「Warhammer40K」小說愛好者。「魔洞神龍」們始人之一，TRPG「AD&D」、「Marvel Super Heros」Game Master。九十年代尾淡出四百呎。

Falcon/小矮人
- 四百呎核心會員。

Wing
- 四百呎核心會員。

Magic
- 四百呎核心會員。

今山
- 四百呎核心會員。

## 關連項目
- A-CLUB
- 漫畫周刊
- Ani-wave(Vol.1-Vol.297)
- 香港電視 (雜誌)(1309及1319期報導了四百呎94年沙田藝墟活動)
- 漫畫同盟